# Raadhuis (Geleen)

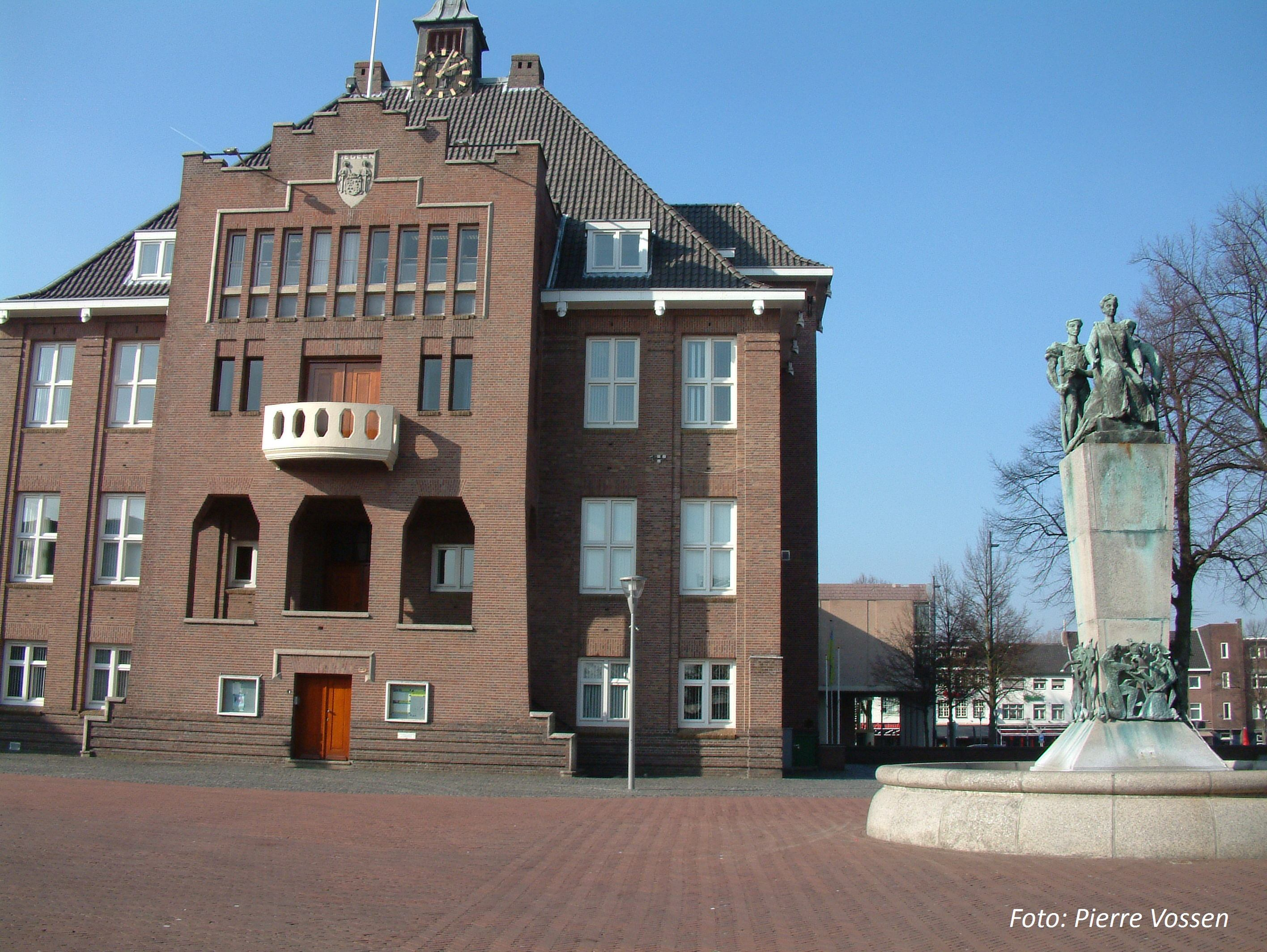
Raadhuis en Wilhelminamonument

Het voormalige raadhuis van Geleen is gelegen aan Markt 1. Het werd gebouwd in 1922 en stond vervolgens enkele jaren verloren in het veld, in afwachting van de spoedige uitbreidingen ten gevolge van de aanleg van de Staatsmijn Maurits.
Het gebouw werd ontworpen door Jos Cuypers en Pierre Cuypers jr.. Kenmerkend is de voorgevel met middenrisaliet en overdekt bordes boven de ingangspartij. Het streng symmetrisch gebouw wordt gedekt door een schilddak met dakruitertje dat een carillon bevat uit 1929. In 1978 werd een achteraanbouw toegevoegd.
Vóór het stadhuis bevindt zich het Wilhelminamonument van 1958, ontworpen door P. Roovers. Het stelt de voormalige koningin Wilhelmina voor, geflankeerd door een mijnwerker en een landbouwer.
In 2001 fuseerde Geleen met Sittard tot de gemeente Sittard-Geleen. Het raadhuis verloor hierdoor zijn eigenlijke functie, maar wordt nog wel als zogeheten "stadswinkel" gebruikt en heeft een loketfunctie.
Het raadhuis is geklasseerd als gemeentelijk monument.